# Episodi di Cleopatra 2525 (seconda stagione)
La seconda e ultima stagione della serie televisiva Cleopatra 2525 è andata in onda negli Stati Uniti dal 2 ottobre 2000 al 5 marzo 2001 in syndication.
In Italia è stata trasmessa dal 1º agosto al 20 agosto 2003.
È andata in replica sul canale satellitare Jimmy dal dicembre 2003 al febbraio 2004.
| nº | Titolo originale                | Titolo italiano                      | Prima TV USA     | Prima TV Italia |
| -- | ------------------------------- | ------------------------------------ | ---------------- | --------------- |
| 1  | The Watch                       | L'antidoto                           | 2 ottobre 2000   | 1º agosto 2003  |
| 2  | Baby Boom                       | Bambino esplosivo                    | 9 ottobre 2000   | 4 agosto 2003   |
| 3  | Brain Drain                     | Il parassita                         | 16 ottobre 2000  | 5 agosto 2003   |
| 4  | Mauser's Day Out                | Caccia alla voce                     | 30 ottobre 2000  | 6 agosto 2003   |
| 5  | Reality Check                   | Un tuffo nel passato virtuale        | 6 novembre 2000  | 7 agosto 2003   |
| 6  | The Pod Whisperer               | Il drago volante                     | 13 novembre 2000 | 8 agosto 2003   |
| 7  | Out of Body                     | Realtà parallela                     | 20 novembre 2000 | 11 agosto 2003  |
| 8  | Juggernaut Down                 | Caccia al Bailey                     | 27 novembre 2000 | 12 agosto 2003  |
| 9  | Truth be Told                   | Verità è detta                       | 29 gennaio 2001  | 13 agosto 2003  |
| 10 | In Your Boots                   | Nei tuoi panni                       | 5 febbraio 2001  | 14 agosto 2003  |
| 11 | The Soldier Who Fell from Grace | Il soldato che cadde dal cielo       | 12 febbraio 2001 | 15 agosto 2003  |
| 12 | No Thanks for the Memories      | Niente ringraziamenti per le memorie | 19 febbraio 2001 | 18 agosto 2003  |
| 13 | Noir or Never                   | Noir o mai più                       | 26 febbraio 2001 | 19 agosto 2003  |
| 14 | The Voice                       | La voce                              | 5 marzo 2001     | 20 agosto 2003  |